# 문화보수주의
문화보수주의(文化保守主義, 영어: cultural conservatism)는 어떤 한 국가의 문화 유산 보존 혹은 국경에 의해서는 정의되지 않는 공유문화(共有文化)에 관심을 가지는 사상이다. 문화보수주의의 다른 형태는 아랍어와 같은 특정한 언어에 관계된 문화와 결부한다.
공유문화는 서양 문화나 중국 문화로 갈라질 수 있다. 미국에서는 문화보수주의는 문화 전쟁에서 보수적인 입장을 취하는 것을 의미한다. 그들은 전통적 가치관과 전통적 정치를 중시하며 종종 내셔널리즘의 긴밀한 의미를 가진다.
중복하는 부분이 있지만 문화보수주의는 사회보수주의와는 구별된다. 사회보수주의자는 정부가 장려하거나 전통적 가치관, 행동을 사려하는 것을 수행하는 역할을 가지고 있다고 생각한다. 사회보수주의는 대부분의 경우 민법이나 규제를 통해서 전통적 도덕과 사회적 관습을 유지하려고 한다. 사회의 변화는 일반적으로 못미덥게 간주된다.

## 같이 보기
- 문화적 전유
- 고보수주의
- 사회보수주의
- 전통주의 (정치)